# Bernard von Schuttenbach
Bernard von Schuttenbach (ur. 1773 w Austrii, zm. 1 lutego 1852 w Zimnej Wodzie koło Aleksandrowa Łódzkiego) – austriacki mierniczy, kartograf i architekt działający w Królestwie Polskim w 1 połowie XIX wieku.

## Życiorys
Był synem Johanna Ernesta von Schuttenbacha (1746–1822), podporucznika w armii austriackiej (do 1779 r.), mierniczego w służbie króla Polski Stanisława Augusta Poniatowskiego (od 1790 r.), który przeniósł się do Polski i zamieszkał na Kujawach a następnie w Kurlandii. Johann Ernest zmarł w miejscowości Knabiki koło Purpli (ob. Purpliai) na Litwie 10 grudnia 1822 r. Matką Bernarda była Polka-Apolonia. Późna tradycja rodzinna wywodzi tę familię z polskiej szlachty osiadłej w Galicji, a jeden z dokumentów – z Dalmacji.
Bernard urodził się w 1773 r. w Austrii, w katolickiej rodzinie szlacheckiej. Wraz z ojcem przeniósł się do Polski i osiadł na Kujawach. Po ukończeniu odpowiednich kursów został, podobnie jak ojciec, mierniczym (czyli, jak wtedy mówiono – geometrą). Mieszkał przez jakiś czas w Koźlu koło Bratoszewic w Łódzkiem. W 1805 r. wykonał mapę granic dóbr Koźle. Bernard ożeniony był z Marianną z Rozeckich (zw. w 1845 r.). W Koźlu urodził się w 1809 r. jego syn – Józef Kalasanty Bonawentura Schuttenbach, który w 1834 r. poślubił Mariannę Dąbrowską, polską szlachciankę pochodzącą z Dąbrówki pod Zgierzem. Wcześniej urodzili się dwaj inni synowie z tego małżeństwa – Jan (1806 r.) oraz Stanisław Florian (1807 r.). Bernard zostawił też trzy córki – Mariannę (ur. 1814 r.), Cecylię (ur. 1816 r.) i Ludwikę.
Być może już na Kujawach, lub nieco później, w Zimnej Wodzie, Bernard von Schuttenbach nawiązał współpracę z polskim szlachcicem – Rafałem Bratoszewskim, który około 1816 r. powierzył Bernardowi zadanie rozplanowania nowej osady miejskiej o charakterze przemysłowym (sukienniczym), w południowej części nabytych przez siebie niedawno dóbr ziemskich Brużyca Wielka. W 1818 r. Bernard sporządził pierwszy znany plan uposażenia parafii katolickiej św. Rafała oraz centrum nowej osady, zwanej wtedy Wierzbnem (potem Aleksandrowem).

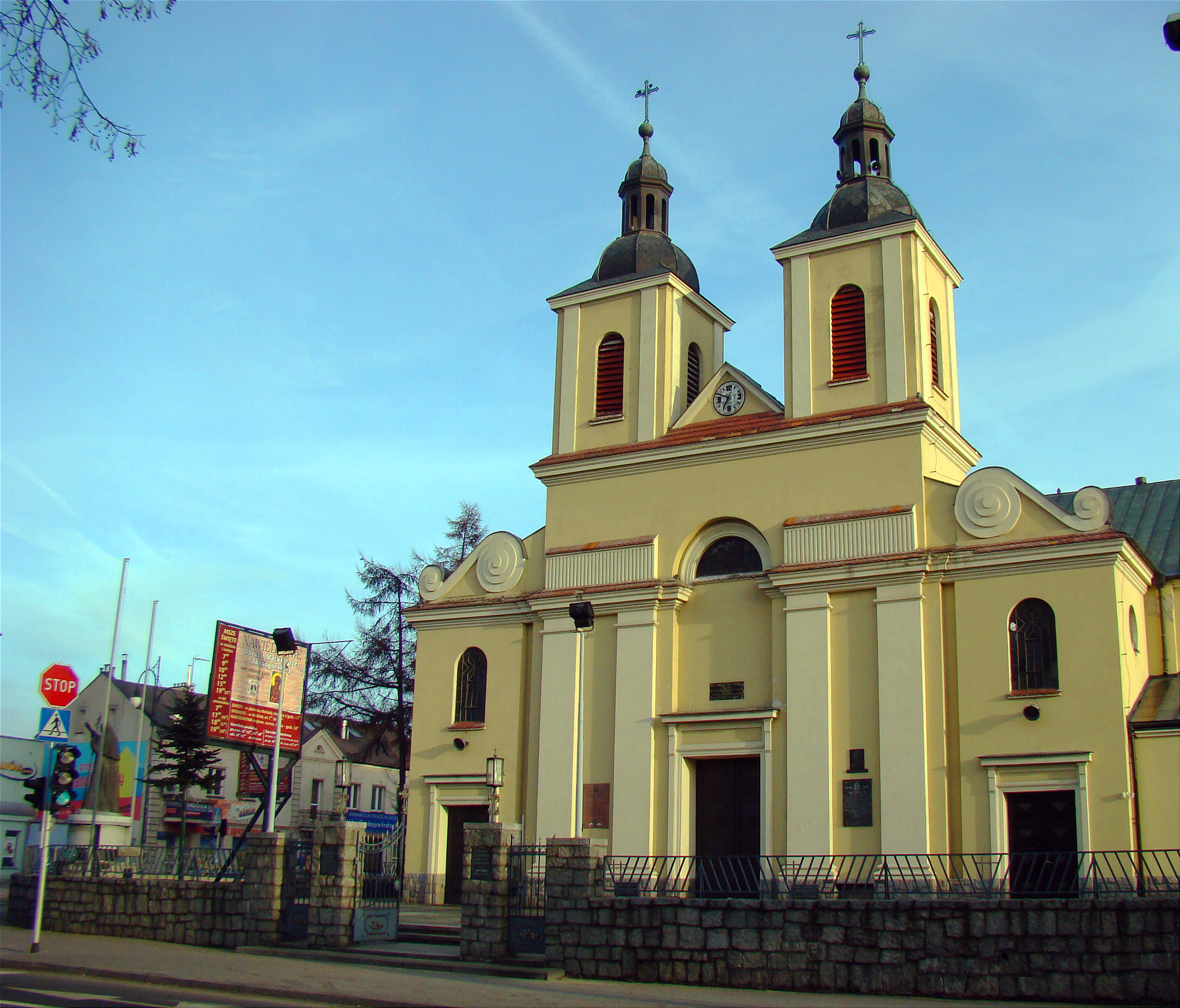
Kościół św. Rafała w Aleksandrowie

Nazwisko Bernarda von Schuttenbacha figuruje także w legendzie drugiego planu miasteczka z 1821 r. Otrzymała ona nazwę Aleksandrów Łęczycki (obecnie Łódzki) oraz prawa miejskie w 1822 r. Miasto to było wielokrotnie wizytowane przez carów Rosji – Aleksandra I oraz Mikołaja I i władze autonomicznego Królestwa Polskiego, m.in. Stanisława Staszica. Jeden z ówczesnych urzędników – Rajmund Rembieliński nazwał Aleksandrów "jednym z lepszych w Polszcze miasteczek", myśląc zwłaszcza o jego racjonalnym planie urbanistycznym, obszernym prostokątnym rynku i sieci prostopadłych względem siebie ulic. Plan ten był dziełem życia Bernarda!
Być może Bernard von Schuttenbach brał także udział w rozplanowaniu i budowie kościoła ewangelickiego przy zachodniej pierzei Rynku w Aleksandrowie, oddanego do użytku w 1828 r. Pastorem ewangelickim i głównym inicjatorem budowy tego zboru był wtedy Fryderyk Jerzy Tuve.
Bernard von Schuttenbach zamieszkał w kolonii Zimna Woda, położonej na południowy wschód od wsi Brużyca Wielka. W 1827 r. Zimna Woda liczyła zaledwie 7 domów i 61 mieszkańców. Za swe zasługi związane z założeniem miasta Bernard otrzymał od Rafała Bratoszewskiego na własność grunt w Zimnej Wodzie oraz zapewne działkę w Aleksandrowie przy ulicy Pabianickiej, które jeszcze do dziś pozostają w części w rękach jego potomków.
Bernard von Schuttenbach zmarł już jako wdowiec w Zimnej Wodzie pod Aleksandrowem 1 lutego 1852 r. Został pochowany w Aleksandrowie, na miejscowym parafialnym cmentarzu katolickim lub w kościele św. Rafała, tak jak Rafał Bratoszewski. Według tradycji rodzinnej Szutenbachów – potomków Bernarda żyjących do dziś w Aleksandrowie, w jednym z dwóch miejscowych kościołów (katolickim św. Rafała lub ewangelickim) miała się znajdować tablica pamiątkowa jemu poświęcona. Być może chodzi tu o nieistniejącą już tablicę upamiętniającą miejsce jego pochówku.
Potomkowie Johanna Ernesta von Schuttenbacha żyją do dziś w Polsce (w Aleksandrowie, w Łodzi i na Kujawach), w Niemczech, Rosji i Stanach Zjednoczonych Ameryki. Jednym z nich był Stanisław Szuttenbach – aktywny w polskiej konspiracji niepodległościowej w okresie II wojny światowej.